# Брайант, Розалин
Розалин Иветт Брайант (англ. Rosalyn Evette Bryant; род. 7 января 1956, Чикаго), в замужестве Кларк (англ. Clark) — американская легкоатлетка, специалистка по бегу на короткие дистанции. Выступала за сборную США по лёгкой атлетике в 1970-х и 1980-х годах, обладательница серебряной медали Олимпийских игр, чемпионка Панамериканских игр и Всемирной Универсиады, победительница и призёрка первенств национального значения.

## Биография
Розалин Брайант родилась 7 января 1956 года в Чикаго, штат Иллинойс. Занималась лёгкой атлетикой в Калифорнии, представляла клуб Los Angeles Mercurettes.
Впервые заявила о себе в сезоне 1975 года, став чемпионкой США в беге на 100 метров.
Благодаря череде удачных выступлений в 1976 году удостоилась права защищать честь страны на летних Олимпийских играх в Монреале — в индивидуальном беге на 400 метров финишировала в финале пятой, тогда как в эстафете 4 × 400 метров вместе с соотечественницами Деброй Сапентер, Шейлой Ингрэм и Памелой Джайлз завоевала серебряную олимпийскую медаль, уступив в финале только команде из Восточной Германии.
В 1977 году стала чемпионкой США в беге на 200 метров в помещении, в дисциплине 400 метров победила на Всемирной Универсиаде в Софии, в эстафете 4 × 400 метров заняла шестое место на Кубке мира в Дюссельдорфе.
В 1979 году в 400-метровом беге получила серебро на Универсиаде в Мехико, в эстафете 4 × 400 метров одержала победу на Панамериканских играх в Сан-Хуане и стала третьей на Кубке мира в Монреале.
В 1980 году выиграла чемпионат США в беге на 400 метров в помещении.
Принимала участие во впервые проводившемся в 1983 году чемпионате мира по лёгкой атлетике в Хельсинки, где показала восьмой результат в индивидуальном беге на 400 метров и пятый результат в эстафете 4 × 400 метров.
Завершила спортивную карьеру по окончании сезона 1987 года.